# Acrocercops martaella
Acrocercops martaella är en fjärilsart som beskrevs av Legrand 1965. Acrocercops martaella ingår i släktet Acrocercops och familjen styltmalar.
Artens utbredningsområde är Seychellerna. Inga underarter finns listade i Catalogue of Life.